# Луганская епархия ПЦУ
Луга́нская епа́рхия Правосла́вной це́ркви Украины охватывает приходы Луганской области.

## История
Общины УПЦ КП в Луганской области появились после ухода митрополита Филарета (Денисенко) в раскол в 1992 году. В том же году была основана Донецко-Луганская епархия.
Первый приход (Николаевский) в Луганске появился в декабре 1995 года. В 2000 году была образована отдельная Луганская епархия. Обязанности управляющего этой епархией продолжал выполнять епископ Юрий (Юрчик) (2000—2003). Луганское епархиальное управление некоторое время возглавлял архимандрит Гавриил (Саютин).
По состоянию на 1 января 2010 года в Луганской области было зарегистрировано 26 религиозных организаций, подчиненных УПЦ Киевского патриархата, в том числе 23 общины, 1 монастырь, 1 духовное учебное заведение. Однако из всех зарегистрированных религиозных организаций УПЦ КП в области фактически действовали лишь несколько приходов, а городской совет долгое время отказывал в выделении общине УПЦ КП земельного участка под строительство храма.
В 2009 году епископом Луганским и Старобельским был назначен Тихон. Однако своими действиями он фактически развалил и так одну из беднейших епархий УПЦ КП. Летом 2010 года СМИ растиражировали информацию о поджоге деревянного храма в честь Архистратига Божия Михаила в Луганске. Согласно сообщению епископа, ночью 18 июля двое неизвестных избили сторожа и подожгли почти завершенное здание церкви. Убытки составили более 300 тыс. гривен.
Однако впоследствии выяснилось, что пожара не было, а епископ Тихон таким образом хотел скрыть финансовые растраты не по назначению. Когда дело получило огласку, Тихон, который в марте 2010 года мошенническим путём завладел деньгами жителя Луганска в сумме 100 000 долларов США, бежал из епархии. Управление государственной службы борьбы с экономической преступностью УМВД Украины в Луганской области возбудило уголовное дело по ч. 4 ст. 190 УК Украины (мошенничество, совершенное в особо крупных размерах) и объявило Тараса Петранюка в розыск.
13 декабря 2010 года Священный Синод освободил Тихона от управления Луганской епархией и запретил в священнослужении до полного и истинного покаяния. Временное управление епархией было возложено нп архиепископ Сумского и Ахтырского Мефодия.

## Кафедральный собор
Патриарх Филарет, как частное лицо, купил два участка на ул. Короленко, 92, где в 2011 году начались строительные работы. Главный собор епархии освятил патриарх Филарет 20 июля 2013 года по случаю 1025-летия Крещения Руси.

## Иерархия епархии

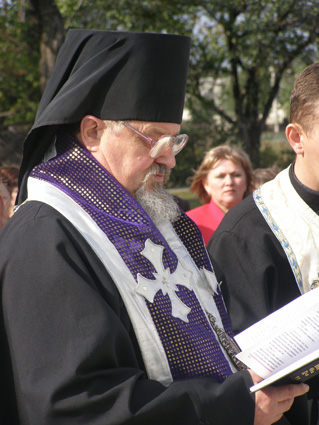
Епископ Луганский и Старобельский Всеволод (2003—2009)

- Юрий (Юрчик) (20 декабря 1999 — 28 марта 2003) в/у
- Всеволод (Матвиевский) (28 марта 2003 — 21 октября 2009)
- Тихон (Петранюк) (21 ноября 2009 — 13 декабря 2010)
- Мефодий (Срибняк) (2010—2013) в/у
- Афанасий (Яворский) (20 октября 2013 — 24 мая 2021)
- Лаврентий (Мигович) (c 24 мая 2021)